# Liste der Gemeinden im Landkreis Biberach

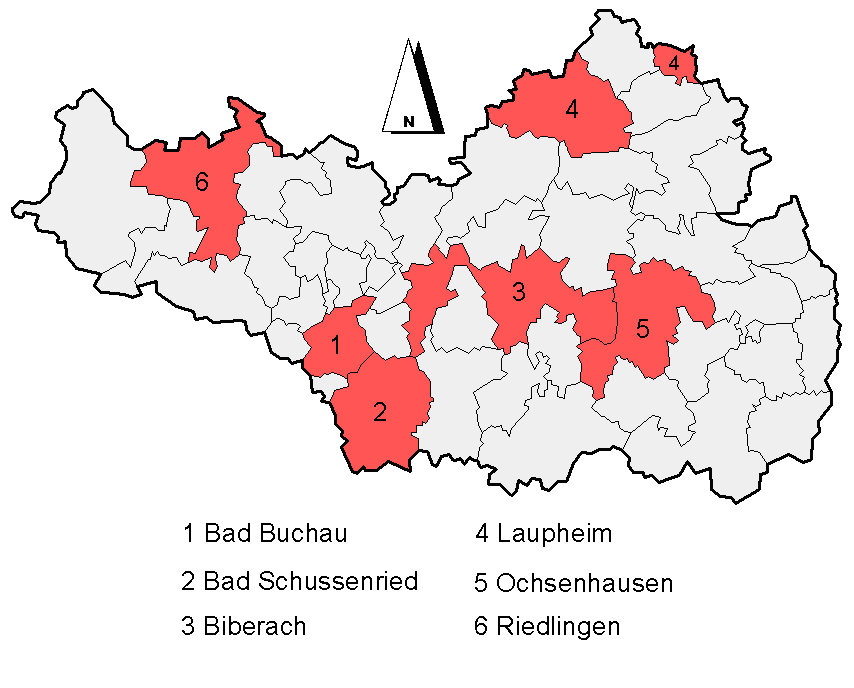
Überblick über den Landkreis Biberach, hervorgehoben sind die Städte

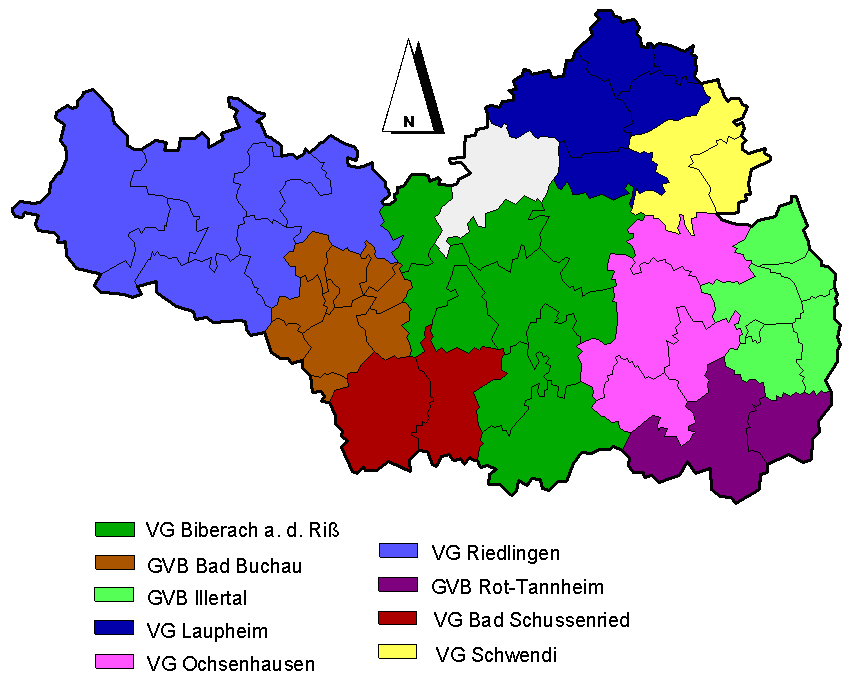
Die administrativen Zusammenschlüsse im Landkreis Biberach

Die Liste der Gemeinden im Landkreis Biberach gibt einen Überblick über die 45 genannten, kleinsten Verwaltungseinheiten des Landkreises. Er besteht aus 45 Gemeinden, von denen sechs Kleinstädte sind. 1938 wurde aus dem Oberamt Biberach der Landkreis Biberach. Ab diesem Zeitpunkt ist frühestens die Zugehörigkeit eines Hauptortes zum Landkreis in der Liste vermerkt. In seiner jetzigen Form bildete sich der Landkreis nach der baden-württembergischen Gemeindereform 1968 ab dem Jahr 1971 heraus. Abgeschlossen war die heutige Gemeindegliederung im Jahr 1975. Bei den Teilorten ist die das Jahr der Zugehörigkeit zum Hauptort vermerkt, unabhängig vom Gründungsdatum des Landkreises.

## Beschreibung
Weiter gegliedert werden kann der Landkreis in sechs Vereinbarte Verwaltungsgemeinschaften (VVG) und drei Gemeindeverwaltungsverbände (GVB). Es gibt die VG Bad Schussenried (VGBS) Biberach (VGB), Laupheim (VGL), Ochsenhausen (VGO), Riedlingen (VGR) und Schwendi (VGS). Die Gemeindeverwaltungsverbände sind Bad Buchau (GVBBB), Illertal (GVBI) und Rot-Tannheim (GVBRT). Nur Schemmerhofen ist nicht in einem solchen Zusammenschluss organisiert.
Mit einer Gesamtfläche von 1.409,75 km² ist der Landkreis Biberach flächenmäßig der achtgrößte in Baden-Württemberg. Die größte Fläche innerhalb des Landkreises besitzt Langenenslingen mit 88,37 km². Es folgen die Stadt Biberach mit 72,16 km² und die Stadt Riedlingen mit 64,96 km². Weitere sechs der Landkreisteile haben eine Fläche von über 50 km². Vier Gemeinden haben eine Fläche die größer ist als 40 km² und drei Gemeinden sind über 30 km² groß. 19 Gemeinden haben eine Fläche größer 20 km². Fünf Gemeinden erreichen eine Fläche von über 10 km², welche dagegen von sechs Gemeinden nicht überschritten wird. Die kleinsten Flächen haben die Gemeinden Seekirch mit 5,77, Allmannsweiler mit 4,10 und Moosburg mit 1,86.
Gemessen an den Einwohnern, ist der Landkreis Biberach mit 189.089 der elftkleinste in Baden-Württemberg. Daran den größten Anteil hat die Große Kreisstadt Biberach mit 32.137, gefolgt von den Städten Laupheim 19.412 und Riedlingen 10.308. Zwei Städte erreichen eine Bevölkerung von über 8.000 Einwohnern. Dann folgen die bevölkerungsreichsten Gemeinden: Schemmerhofen mit 7.651, Schwendi mit 6.304 und Ertingen mit 5.534. Sieben Gemeinden und die kleinste Stadt haben eine Bevölkerung von über 4.000 Einwohnern. Sechs Gemeinden haben über 3.000 und acht Gemeinden über 2.000 Einwohner. Sechs Gemeinden erreichen über 1.000 Einwohner, was neun nicht gelingt. Die wenigsten Einwohner haben Allmannsweiler mit 324, Seekirch mit 286 und Moosburg mit 194.
Der gesamte Landkreis Biberach hat eine Bevölkerungsdichte von 134 Einwohnern pro km². Die größte Bevölkerungsdichte innerhalb des Kreises haben die Städte Biberach mit 445 Einwohnern pro km² und Laupheim mit 314 sowie die Gemeinden Ummendorf mit 212 und Dettingen mit 209. 18 Gemeinden haben mehr als 100 Einwohnern pro km² und 23 weniger als diese 100. Die geringste Dichte weisen Alleshausen mit 44, Kanzach mit 42 und Langenenslingen mit 41 auf.
Eine Besonderheit stellt die Gemeinde Gutenzell-Hürbel dar, die kein Wappen führt.

## Legende
- Gemeinde: Name der Gemeinde bzw. Stadt
- Teilorte: Aufgezählt werden die Orts- bzw. Stadtteile der Verwaltungseinheit, ohne Dörfer, Weiler, Höfe, (Einzel-)Häuser.[1] Dazu ist das Jahr der Eingemeindung angegeben, alternativ die Eingliederung des Hauptortes in den Landkreis Biberach.
- VG/GVB: Zeigt die Zugehörigkeit zu einer Verwaltungsgemeinschaft oder einem Gemeindeverwaltungsverband (Abkürzungen sind im Abschnitt Beschreibung erklärt)
- Wappen: Wappen der Gemeinde bzw. Stadt
- Karte: Zeigt die Lage der Gemeinde bzw. Stadt im Landkreis Biberach, sowie die zugehörige Verwaltungsgemeinschaft beziehungsweise den zugehörigen Gemeindeverwaltungsverband
- Fläche: Die Fläche, welche die Verwaltungseinheit umfasst, angegeben in Quadratkilometer.[2]
- Einwohner: Zahl der Menschen die in der Gemeinde bzw. Stadt leben. (Stand: 31. Dezember 2023[3])
- EW-Dichte: Angegeben ist die Einwohnerdichte, gerechnet auf die Fläche der Verwaltungseinheit, angegeben in Einwohner pro km². (Stand: 31. Dezember 2023[4])
- Höhe: Höhe der namensgebenden Ortschaft bzw. Stadt in Meter über Normalnull[5]
- Bild: Bild aus der jeweiligen Gemeinde bzw. Stadt

## Gemeinden
| Gemeinde                  | Teilorte | VG/ GVB | Wappen                                        | Karte                                                             | Fläche (km²) | Einwohner | EW- Dichte | Höhe (m) | Bild                                                                     |
| ------------------------- | --- | ------- | --------------------------------------------- | ----------------------------------------------------------------- | ------------ | --------- | ---------- | -------- | ------------------------------------------------------------------------ |
| Landkreis Biberach        | |         | Wappen des Landkreises Biberach               | Die 45 Verwaltungseinheiten des Landkreises Biberach              | 1.409,75     | 206.513   | 147        |          | Landkreis Biberach in Baden-Württemberg                                  |
| Achstetten                | Achstetten (1938) Bronnen (1972) Oberholzheim (1972) Stetten (1975)                                                                                        | VGL     | Wappen der Gemeinde Achstetten                | Lage der Gemeinde Achstetten im Landkreis Biberach                | 23,38        | 5.021     | 215        | 508      | Schloss Achstetten                                                       |
| Alleshausen               | Alleshausen (1973) | GVBBB   | Wappen der Gemeinde Alleshausen               | Lage der Gemeinde Alleshausen im Landkreis Biberach               | 11,31        | 541       | 48         | 585      |                                                                          |
| Allmannsweiler            | Allmannsweiler (1973) | GVBBB   | Wappen der Gemeinde Allmannsweiler            | Lage der Gemeinde Allmannsweiler im Landkreis Biberach            | 4,10         | 325       | 79         | 625      |                                                                          |
| Altheim                   | Altheim (1973) Heiligkreuztal (1974) Waldhausen (1974) | VGR     | Wappen der Gemeinde Altheim                   | Lage der Gemeinde Altheim im Landkreis Biberach                   | 23,74        | 2.137     | 90         | 540      | Im Grabhügel „Hohmichele“ bei Heiligkreuztal gefundene Keramikgefäße     |
| Attenweiler               | Attenweiler (1938) Oggelsbeuren (1975) Rupertshofen (1975)                                                                                                 | VGB     | Wappen der Gemeinde Attenweiler               | Lage der Gemeinde Attenweiler im Landkreis Biberach               | 27,20        | 1.908     | 70         | 596      |                                                                          |
| Stadt Bad Buchau          | Bad Buchau (1938) | GVBBB   | Wappen der Stadt Bad Buchau                   | Lage der Stadt Bad Buchau im Landkreis Biberach                   | 23,77        | 4.702     | 198        | 592      | Jüdischer Friedhof Bad Buchau                                            |
| Stadt Bad Schussenried    | Bad Schussenried (1938) Otterswang (1972) Reichenbach (1974) Steinhausen (1972)                                                                            | VGBS    | Wappen der Stadt Bad Schussenried             | Lage der Stadt Bad Schussenried im Landkreis Biberach             | 55,01        | 8.939     | 162        | 570      | Kriegerdenkmal Otterswang                                                |
| Berkheim                  | Berkheim (1938) Bonlanden Eichenberg Illerbachen | GVBI    | Wappen der Gemeinde Berkheim                  | Lage der Gemeinde Berkheim im Landkreis Biberach                  | 24,98        | 3.235     | 130        | 569      | Pfarrhaus St. Konrad in Berkheim                                         |
| Betzenweiler              | Betzenweiler (1973) | GVBBB   | Wappen der Gemeinde Betzenweiler              | Lage der Gemeinde Betzenweiler im Landkreis Biberach              | 9,70         | 738       | 76         | 570      |                                                                          |
| Große Kreisstadt Biberach | Biberach (1934) Mettenberg (1975) Ringschnait (1972) Rißegg (1974) Stafflangen (1972)                                                                      | VGB     | Wappen der Stadt Biberach                     | Lage der Stadt Biberach im Landkreis Biberach                     | 72,16        | 34.008    | 477        | 532      | Simultankirche St. Martin Biberach                                       |
| Burgrieden                | Burgrieden (1938) Bühl (1973) Rot (1972) | VGL     | Wappen der Gemeinde Burgrieden                | Lage der Gemeinde Burgrieden im Landkreis Biberach                | 21,87        | 4.265     | 195        | 541      | Villa Rot in Rot                                                         |
| Dettingen an der Iller    | Dettingen (1938) | GVBI    | Wappen der Gemeinde Dettingen                 | Lage der Gemeinde Dettingen im Landkreis Biberach                 | 11,14        | 2.736     | 246        | 545      | BAB 7 Raststätte Illertal-Ost99                                          |
| Dürmentingen              | Dürmentingen (1973) Burgau (1969) Hailtingen (1974) Heudorf (1974)                                                                                         | VGR     | Wappen der Gemeinde Dürmentingen              | Lage der Gemeinde Dürmentingen im Landkreis Biberach              | 24,09        | 2.645     | 110        | 563      | Schloss Heudorf                                                          |
| Dürnau                    | Dürnau (1973) | GVBBB   | Wappen der Gemeinde Dürnau                    | Lage der Gemeinde Dürnau im Landkreis Biberach                    | 7,26         | 462       | 64         | 597      |                                                                          |
| Eberhardzell              | Eberhardzell (1938) Füramoos (1975) Mühlhausen (1975) Oberessendorf (1975)                                                                                 | VGB     | Wappen der Gemeinde Eberhardzell              | Lage der Gemeinde Eberhardzell im Landkreis Biberach              | 59,72        | 4.541     | 76         | 588      | Rathaus und Pfarrkirche St. Maria Eberhardzell                           |
| Erlenmoos                 | Erlenmoos (1938) Edenbachen (1819) Eichbühl (1809) Oberstetten (1809)                                                                                      | VGO     | Wappen der Gemeinde Erlenmoos                 | Lage der Gemeinde Erlenmoos im Landkreis Biberach                 | 24,26        | 1.802     | 74         | 639      | Eisernes Feldkreuz zwischen Eichbühl und Rot an der Rot                  |
| Erolzheim                 | Erolzheim (1938) Edelbeuren (vor 1810) | GVBI    | Wappen der Gemeinde Erolzheim                 | Lage der Gemeinde Erolzheim im Landkreis Biberach                 | 26,31        | 3.363     | 128        | 563      | Kirche Erolzheim                                                         |
| Ertingen                  | Ertingen (1975) Binzwangen (1975) Erisdorf (1975) | VGR     | Wappen der Gemeinde Ertingen                  | Lage der Gemeinde Ertingen im Landkreis Biberach                  | 37,74        | 5.385     | 143        | 569      | Dampfmaschine in Ertingen                                                |
| Gutenzell-Hürbel          | Gutenzell (1975) Hürbel (1975) | VGO     | Diese Gemeinde führt kein Wappen              | Lage der Gemeinde Gutenzell-Hürbel im Landkreis Biberach          | 37,86        | 1.815     | 48         | 579      | Pfarrkirche St. Kosmas und Damian Gutenzell                              |
| Hochdorf                  | Hochdorf (1938) Schweinhausen (1975) Unteressendorf (1975)                                                                                                 | VGB     | Wappen der Gemeinde Hochdorf                  | Lage der Gemeinde Hochdorf im Landkreis Biberach                  | 23,76        | 2.384     | 100        | 559      | Hochgeländ (678 m ü. NN) bei Hochdorf                                    |
| Ingoldingen               | Ingoldingen (1938) Grodt (1972) Muttensweiler (1972) Winterstettendorf (1974) Winterstettenstadt (1975)                                                    | VGBS    | Wappen der Gemeinde Ingoldingen               | Lage der Gemeinde Ingoldingen im Landkreis Biberach               | 44,24        | 3.174     | 72         | 555      | Mauerreste der Burg Winterstetten                                        |
| Kanzach                   | Kanzach (1973) | GVBBB   | Wappen der Gemeinde Kanzach                   | Lage der Gemeinde Kanzach im Landkreis Biberach                   | 11,20        | 512       | 46         | 588      | Bachritterburg am Ortsrand von Kanzach                                   |
| Kirchberg an der Iller    | Kirchberg (1938) Sinningen (1972) | GVBBS   | Wappen der Gemeinde Kirchdorf                 | Lage der Gemeinde Kirchberg im Landkreis Biberach                 | 18,64        | 2.171     | 116        | 558      | Pfarrkirche St. Martin in Kirchberg                                      |
| Kirchdorf an der Iller    | Kirchdorf (1938) Oberopfingen (1974) | GVBI    | Wappen der Gemeinde Kirchdorf                 | Lage der Gemeinde Kirchdorf im Landkreis Biberach                 | 22,86        | 4.041     | 177        | 558      | Neues Rathaus Kirchdorf                                                  |
| Langenenslingen           | Langenenslingen (935) Andelfingen (1975) Billafingen (1975) Dürrenwaldstetten (1975) Egelfingen (1972) Emerfeld (1975) Friedingen (1975) Wilflingen (1975) | VGR     | Wappen der Gemeinde Langenenslingen           | Lage der Gemeinde Langenenslingen im Landkreis Biberach           | 88,37        | 3.665     | 41         | 571      | Ehemaliges Wohnhaus von Ernst Jünger in Wilflingen                       |
| Stadt Laupheim            | Laupheim (1938) Baustetten (1972) Bihlafingen (1972) Obersulmetingen (1975) Untersulmetingen (1972)                                                        | VGL     | Wappen der Stadt Laupheim                     | Lage der Stadt Laupheim im Landkreis Biberach                     | 61,78        | 22.863    | 371        | 528      | Schloss Großlaupheim                                                     |
| Maselheim                 | Maselheim (1938) Äpfingen (1975) Laupertshausen (1975) Sulmingen (1975)                                                                                    | VGB     | Wappen der Gemeinde Maselheim                 | Lage der Gemeinde Maselheim im Landkreis Biberach                 | 47,02        | 4.734     | 101        | 541      | Blick über Maselheim                                                     |
| Mietingen                 | Mietingen (1938) Baltringen (1938) Walpertshofen (1938) | VGL     | Wappen der Gemeinde Mietingen                 | Lage der Gemeinde Mietingen im Landkreis Biberach                 | 26,34        | 4.677     | 178        | 519      | Pfarrkirche St. Nikolaus Baltringen                                      |
| Mittelbiberach            | Mittelbiberach (1938) Reute (1973) | VGB     | Wappen der Gemeinde Mittelbiberach            | Lage der Gemeinde Mittelbiberach im Landkreis Biberach            | 23,68        | 4.429     | 187        | 564      | Blick über Reute                                                         |
| Moosburg                  | Moosburg (1938) | GVBBB   | Wappen der Gemeinde Moosburg                  | Lage der Gemeinde Moosburg im Landkreis Biberach                  | 1,86         | 231       | 124        | 585      |                                                                          |
| Stadt Ochsenhausen        | Ochsenhausen (1938) Hattenburg (1975) Mittelbuch (1975) Reinstetten (1975)                                                                                 | VGO     | Wappen der Stadt Ochsenhausen                 | Lage der Stadt Ochsenhausen im Landkreis Biberach                 | 59,96        | 9.333     | 156        | 609      | Klosterkirche St. Georg der ehemaligen Benediktinerabtei Ochsenhausen    |
| Oggelshausen              | Oggelshausen (1973) | GVBBB   | Wappen der Gemeinde Oggelshausen              | Lage der Gemeinde Oggelshausen im Landkreis Biberach              | 13,12        | 919       | 70         | 590      | Kirchenschiff Pfarrkirche St. Laurentius Oggelshausen                    |
| Stadt Riedlingen          | Riedlingen (1973) Bechingen (1974) Daugendorf (1972) Grüningen (1974) Neufra (1972) Pflummern (1974) Zell (1974) Zwiefaltendorf (1974)                     | VGR     | Wappen der Stadt Riedlingen                   | Lage der Stadt Riedlingen im Landkreis Biberach                   | 64,96        | 11.029    | 172        | 542      | Die Riedlinger Donauinsel                                                |
| Rot an der Rot            | Rot an der Rot (1938) Ellwangen (1975) Haslach (1975) Spindelwag (1975)                                                                                    | GVBRT   | Wappen der Gemeinde Rot a. d. Rot             | Lage der Gemeinde Rot a. d. Rot im Landkreis Biberach             | 63,47        | 4.517     | 71         | 605      | Blick über Rot a. d. Rot                                                 |
| Schemmerhofen             | Schemmerhofen Alberweiler (1975) Altheim (1975) Aßmannshardt (1975) Ingerkingen (1975) Schemmerberg (1975)                                                 |         | Wappen der Gemeinde Schemmerhofen             | Lage der Gemeinde Schemmerhofen im Landkreis Biberach             | 50,18        | 8.722     | 174        | 520      | Rathaus Aßmannshardt                                                     |
| Schwendi                  | Schwendi (1938) Bußmannshausen (1975) Großschafhausen (1971) Orsenhausen (1974) Schönebürg (1972) Sießen im Wald (1972)                                    | VGS     | Wappen der Gemeinde Schwendi                  | Lage der Gemeinde Schwendi im Landkreis Biberach                  | 49,23        | 7.196     | 146        | 537      | Biomasse-Heizkraftwerk in Schwendi                                       |
| Seekirch                  | Seekirch (1973) | GVBBB   | Wappen der Gemeinde Seekirch                  | Lage der Gemeinde Seekirch im Landkreis Biberach                  | 5,77         | 283       | 49         | 595      | Blick auf den Federsee (Im Hintergrund der Bussen)                       |
| Steinhausen an der Rottum | Steinhausen/Rottum (1938) Bellamont (1975) Rottum (1975)                                                                                                   | VGO     | Wappen der Gemeinde Steinhausen an der Rottum | Lage der Gemeinde Steinhausen an der Rottum im Landkreis Biberach | 29,88        | 2.157     | 72         | 650      | Bildstock mit der Detail-Szene der Heiligen Drei Königen bei Steinhausen |
| Tannheim                  | Tannheim (1938) | GVBRT   | Wappen der Gemeinde Tannheim                  | Lage der Gemeinde Tannheim im Landkreis Biberach                  | 27,68        | 2.493     | 90         | 585      | Alter Pfarrhof Tannheim                                                  |
| Tiefenbach                | Tiefenbach (1973) | GVBBB   | Wappen der Gemeinde Tiefenbach                | Lage der Gemeinde Tiefenbach im Landkreis Biberach                | 6,95         | 546       | 79         | 588      | Steg im Moor- und Schilfgürtel des Federsees                             |
| Ummendorf                 | Ummendorf (1938) Fischbach (1972) | VGB     | Wappen der Gemeinde Ummendorf                 | Lage der Gemeinde Ummendorf im Landkreis Biberach                 | 20,65        | 4.429     | 214        | 545      | Schloss und Johanneskirche Ummendorf                                     |
| Unlingen                  | Unlingen (1973) Dietelhofen (1974) Göffingen (1974) Möhringen (1974) Uigendorf (1974)                                                                      | VGR     | Wappen der Gemeinde Unlingen                  | Lage der Gemeinde Unlingen im Landkreis Biberach                  | 26,87        | 2.401     | 89         | 536      | Brunnen mit der Figur des Heiligen Ulrich in Uigendorf                   |
| Uttenweiler               | Uttenweiler (1938) Ahlen (1974) Dietershausen (1974) Dieterskirch (1974) Oberwachingen (1974) Offingen (1974) Sauggart (1974)                              | VGR     | Wappen der Gemeinde Uttenweiler               | Lage der Gemeinde Uttenweiler im Landkreis Biberach               | 49,78        | 3.772     | 76         | 577      | Wallfahrtskirche auf dem Bussen                                          |
| Wain                      | Wain (1938) | VGS     | Wappen der Gemeinde Wain                      | Lage der Gemeinde Wain im Landkreis Biberach                      | 20,14        | 1.676     | 83         | 539      | Geburtshaus Jacob Walcher in Wain                                        |
| Warthausen                | Warthausen (1938) Birkenhard (1973) Höfen (1974) | VGB     | Wappen der Gemeinde Warthausen                | Lage der Gemeinde Warthausen im Landkreis Biberach                | 25,75        | 5.203     | 202        | 551      | Lokomotive der Öchsle-Schmalspurbahn                                     |